# ويليام باول جونسون
ويليام باول جونسون (بالإنجليزية: William Paul Johnson)‏ هو قاضي ومحامي أمريكي، ولد في 16 فبراير 1959 في روانوك في الولايات المتحدة.